# Pre-Images and Words Shows
Pre-Images and Words Shows  è stata una mini tournée del gruppo progressive metal, Dream Theater svoltasi interamente in Nord America iniziata il 9 giugno 1990 a Bay Shore e conclusa l'8 giugno 1992 a New York.

## Il tour

### Le audizioni per i nuovi cantanti
I Dream Theater durante questa serie di concerti erano in cerca di un nuovo cantante in quanto Charlie Dominici fu licenziato dalla band nel 1989 poco dopo il When Dream and Tour Unite, dunque la band si ritrovò indotta a ricercarne uno nuovo indicendo più di 200 provini.
Il primo a salire sul palco con essi fu Steve Stone coprendo il ruolo vacante (il quale incise diverse demo con la band) nella prima data del tour che tuttavia si rivelò una performace disastrosa conclusasi con il licenziamento immediato del suddetto. Nella seconda data che ebbe luogo nella stessa località a quella precedente, ma a distanza di cinque mesi di differenza e senza un cantante che fosse stato presentato sul palco dato che il gruppo non era ancora confidente nel fare ciò circa i problemi riscontrati, i Dream Theater si esibirono con l'appellativo di Ytsejam proponendo esclusivamente brani strumentali. In contemporanea la band stava lavorando su alcune demo con Chris Cintron.

### L'arrivo di James LaBrie
Nel gennaio del 1991 James LaBrie volò dal Canada a New York per un'audizione durante la quale fece una jam di tre pezzi della band e fin da subito venne ritenuto quello più opportuno a ricoprire il ruolo di cantante non solo per le sue capacità vocali ma anche per il suo carisma come dichiarato dalla band.
Nel 1992 gli Iron Maiden chiesero ai Dream Theater di aprire per un loro concerto che si svolse l'8 giugno del medesimo anno in occasione del Fear of the Dark Tour, questo fu il più grande concerto della band. Così la band prima di esibirsi realmente decise di fare molteplici concerti di prova per assicurarsi di evitare un ulteriori difficoltà affrontate nella data del 9 giugno 1990.

## Tipica scaletta

### Scaletta del 06/09/1990
- Creep With Tonality/
- Ytsejam (W/ Drum Solo)
- A Change Of Seasons (Original Version)
- ~~~Steve Stone Introduced~~~
- Metropolis Part I
- A Fortune In Lies
- The Killing Hand

### Scaletta del 11/17/1990
- Twin Peaks (Intro Tape)

- Metropolis Part I
- Light Fuse And Get Away (Intro Only)/
- Grab That Feel
- Creep With Tonality
- Ytsejam/
- Drum Solo/
- Keyboard And Drum Jam/
- Keyboard Solo/
- Guitar And Keyboard Jam/
- Guitar Solo/
- The Ones Who Help To Set The Sun (Intro)/
- Bass Solo/
- Blues Jam/
- Ytsejam (Continued)
- A Change Of Seasons (Original Version)
- ~~~Encore~~~
- Funeral For A Friend (Elton John)/
- Heart Of The Sunrise (Yes)/
- Close To The Edge (Yes)/
- Aqualung (Jethro Tull)/
- Carry On Wayward Son (Kansas)/
- Bohemian Rhapsody (Queen)/
- Angry Young Man (Billy Joel)/
- Cruise Control (Dixie Dregs)/
- Karn Evil 9 (Elp)/
- Yyz (Rush)

### Scaletta del 06/02/1992
- Pull Me Under
- Under A Glass Moon
- Metropolis Part I
- A Fortune In Lies
- Learning To Live

### Scaletta del 06/03/1992
- Pull Me Under
- Under A Glass Moon
- Metropolis Part I
- A Fortune In Lies
- Learning To Live

### Scaletta del 06/06/1992
- Pull Me Under
- Under A Glass Moon
- Metropolis Part I
- A Fortune In Lies
- Learning To Live

### Scaletta del 06/08/1992
- Pull Me Under
- Under A Glass Moon
- Metropolis Part I
- A Fortune In Lies
- Learning To Live

Note
Creep with tonality era il titolo di originale di Learning to Live quando era ancora in fase di ultimazione.

## Date e tappe
| Data             | Città         | Paese       | Località      |
| ---------------- | ------------- | ----------- | ------------- |
| 9 giugno 1990    | Bay Shore     | Stati Uniti | Sundance      |
| 17 novembre 1990 | Bay Shore     | Stati Uniti | Sundance      |
| 2 giugno 1992    | Elmont        | Stati Uniti | Hammerhedz    |
| 3 giugno 1992    | Deer Parl     | Stati Uniti | Sparks        |
| 6 giugno 1992    | Norwalk       | Stati Uniti | Globe Theater |
| 8 giugno 1992    | New York City | Stati Uniti | Ritz Club     |

## Formazione

### Formazione del 9 giugno 1990
- Steve Stone – voce
- John Petrucci – chitarra, cori
- Mike Portnoy – batteria, cori
- John Myung – basso
- Kevin Moore – tastiere

### Formazione del 17 novembre 1990
- nessun cantante
- John Petrucci – chitarra, cori
- Mike Portnoy – batteria, cori
- John Myung – basso
- Kevin Moore – tastiere

### Formazione del 2/3/6/8 giugno 1992
- James LaBrie – voce
- John Petrucci – chitarra, cori
- Mike Portnoy – batteria, cori
- John Myung – basso
- Kevin Moore – tastiere